# District de Sarlat
Le district de Sarlat est une ancienne division administrative française du département de la Dordogne de 1790 à 1795.
Il était composé des cantons de Sarlat, Carlux, Daglan, Domme, Marquay, Saint Ciprien et Salagnac.